# Senecio helichrysoides
Senecio helichrysoides là một loài thực vật có hoa trong họ Cúc. Loài này được F.Muell. miêu tả khoa học đầu tiên năm 1855.